# Juri Wassiljewitsch Lebedew
Juri Wassiljewitsch Lebedew (russisch Юрий Васильевич Лебедев; * 1. Mai 1951 in Moskau, Russische SFSR) ist ein ehemaliger russisch-sowjetischer Eishockeyspieler.

## Karriere
Während seiner Karriere spielte er bei Krylja Sowetow Moskau und HK ZSKA Moskau. Insgesamt erzielte er 181 Tore in 473 Spielen in der sowjetischen Liga. 1974 gewann er mit Krylja sowohl die sowjetische Meisterschaft als auch den sowjetischen Eishockeypokal; dabei gehörte er mit seinen Sturmpartnern W. Anissin und A. Bodunow zu den Leistungsträgern des Klubs. Ein Jahr später erreichte er mit Krylja die Vizemeisterschaft.
In der Saison 1982/83 ging er für ein Jahr nach Deutschland und spielte als Spielertrainer für den Hamburger SV in der eingleisigen 2. Bundesliga.
Nach dem Ende seiner Karriere arbeitete er als Trainer bei Krylja Sowetow und war später auch Präsident des Vereins. Heute ist er Sportdirektor von Krylja und spielt im Altherrenteam Legends of Hockey. 1981 erhielt er das Ehrenzeichen der Sowjetunion, 1978 die Medaille für tapfere Arbeit.

### International
Am 6. September 1972 stand er in einem Spiel gegen Kanada zum ersten Mal für die sowjetische Nationalmannschaft auf dem Eis und absolvierte im Rahmen der Summit Series 1972 drei Spiele für die Sbornaja. Seine internationale Karriere wurde mit der Silbermedaille bei den Olympischen Winterspielen 1980 (Miracle on Ice) gekrönt. Für die Nationalmannschaft erzielte er 25 Tore in 127 Länderspielen. Am 22. April 1981 bestritt er sein letztes Länderspiel.  1974 wurde er in die „Russische Hockey Hall of Fame“ aufgenommen.

## Erfolge und Auszeichnungen
- 1974 Sowjetischer Meister mit Krylja Sowetow Moskau
- 1974 Sowjetischer Pokalsieger  mit Krylja Sowetow Moskau
- 1974 Verdienter Meister des Sports der UdSSR
- 1975 Sowjetischer Vizemeister mit Krylja Sowetow Moskau
- 1978 Medaille für tapfere Arbeit
- 1981 Ehrenzeichen der Sowjetunion
- 1989 Sowjetischer Pokalsieger  mit Krylja Sowetow Moskau (als Assistenztrainer)

### International
| - 1970 Goldmedaille bei der Junioren-Europameisterschaft - 1973 Goldmedaille bei der Weltmeisterschaft - 1974 Goldmedaille bei der Weltmeisterschaft - 1975 Goldmedaille bei der Weltmeisterschaft | - 1978 Goldmedaille bei der Weltmeisterschaft - 1979 Goldmedaille bei der Weltmeisterschaft - 1980 Silbermedaille bei den Olympischen Winterspielen - 1981 Goldmedaille bei der Weltmeisterschaft |

## Karrierestatistik

### International
(Legende zur Spielerstatistik: Sp oder GP = absolvierte Spiele; T oder G = erzielte Tore; V oder A = erzielte Assists; Pkt oder Pts = erzielte Scorerpunkte; SM oder PIM = erhaltene Strafminuten; +/− = Plus/Minus-Bilanz; PP = erzielte Überzahltore; SH = erzielte Unterzahltore; GW = erzielte Siegtore; 1 Play-downs/Relegation; Kursiv: Statistik nicht vollständig)